# مریت (سیگار)
مریت (به انگلیسی: Merit) یک برند سیگار ایجاد شده در ایالات متحده آمریکا است؛ که در حال حاضر توسط فیلیپ موریس تولید می‌شود. مالک فعلی این برند  فیلیپ موریس  است. این سیگار در گذشته بسیارمحبوب بود.در سال های قبل از انقلاب این سیگار تنها به قیمت هر پاکت 45 ریال فروخته میشد.این برند در سال ژانویه ۱۹۷۶ پایه‌گذاری گردید.